# Thiago Rodrigues
Thiago Corrêa Lima de Azevedo Rodrigues (Rio de Janeiro, 1 de setembro de 1980), mais conhecido como Thiago Rodrigues, é um ator brasileiro.

## Carreira
Estreou na TV em 2004, com uma participação especial na minissérie Um Só Coração, de Maria Adelaide Amaral.
No ano seguinte, protagonizou ao lado da atriz Fernanda Vasconcellos a temporada 2005 da novela teen Malhação. Em 2006, esteve na telenovela Páginas da Vida, repetindo par romântico com Fernanda na primeira fase da novela.
Em 2007, integrou o elenco da novela das seis Eterna Magia, de Elizabeth Jhin. Já em 2008, despontou em A Favorita, como o ex-operário e cantor Cassiano Copola, onde teve relacionamentos com Taís Araújo, Mariana Ximenes e Deborah Secco.
Na novela Tempos Modernos, de Bosco Brasil, repetiu o par romântico com Fernanda Vasconcellos. No ano de 2012, Thiago retornou no remake de Guerra dos Sexos na pele do vilão Zenon, papel que foi de Edson Celulari na primeira versão. Em 2013 protagonizou a novela Além do Horizonte, fazendo um quadrado amoroso com Juliana Paiva, Mariana Rios e Rodrigo Simas.  Em 2015 interpretou Luís na novela Sete Vidas. Em 2018 integrou o elenco da novela portuguesa Valor da Vida, como o co-protagonista Vasco.
Em setembro de 2019 assinou contrato com a RecordTv , onde vive o vilão ambicioso Tobias, na novela Amor Sem Igual.
Em 2022, interpretou Gabriel, na também portuguesa Quero é Viver.

## Vida pessoal
Em 2007 casou-se com a apresentadora Cristiane Dias, com quem teve um filho, Gabriel, nascido em 4 de junho de 2009. O casal ficou separado entre 2012 e 2015, reatando naquele ano até o final de 2016.
Em 2018 passou a morar em Portugal. Anunciou o namoro com a portuguesa Inês de Bragança.
Em 29 de março de 2021, Juliette Freire, participante do BBB, revelou que já beijou Thiago Rodrigues no Carnaval. O ator ganhou 140 mil seguidores nas redes sociais após o anúncio de Juliette.

## Filmografia

### Televisão
| Ano  | Título            | Personagem                     | Notas                               | Emissora |
| ---- | ----------------- | ------------------------------ | ----------------------------------- | -------- |
| 2004 | Um Só Coração     | Archângelo                     | Participação especial               | TV Globo |
| 2004 | Começar de Novo   | Miguel Arcanjo (jovem)         | Episódios: "30–31 de agosto"        | TV Globo |
| 2005 | Malhação          | Bernardo Barreto               | Temporada 12                        | TV Globo |
| 2006 | Páginas da Vida   | Leonardo Maia de Almeida (Léo) |                                     | TV Globo |
| 2007 | Eterna Magia      | Flávio Falcão                  |                                     | TV Globo |
| 2008 | A Favorita        | Cassiano Copola                |                                     | TV Globo |
| 2010 | Tempos Modernos   | José Carlos Pimenta (Zeca)     |                                     | TV Globo |
| 2011 | Insensato Coração | Daniel                         | Episódio: "19 de agosto"            | TV Globo |
| 2012 | Guerra dos Sexos  | Zenon da Silva                 |                                     | TV Globo |
| 2013 | Além do Horizonte | William Sampaio                |                                     | TV Globo |
| 2015 | Sete Vidas        | Luis Thompson Vianna           |                                     | TV Globo |
| 2015 | Odeio Segundas    | João Guedes (Guedes)           |                                     | TV Globo |
| 2016 | A Cara do Pai     | Ricardo Lemos                  |                                     | TV Globo |
| 2017 | Rock Story        | Tiago Lopes                    | Episódios: "11 de abril–5 de junho" | TV Globo |
| 2017 | Edifício Paraíso  | Rodrigo Veras                  |                                     | GNT      |
| 2018 | Valor da Vida     | Vasco Folque                   | Elenco principal                    | TVI      |
| 2019 | Prisioneira       | Gustavo Tudela                 | Elenco principal                    | TVI      |
| 2019 | Amor sem Igual    | Tobias Andrade Viana           | Vilão principal                     | RecordTV |
| 2021 | Gênesis           | Judá                           | Fase: José do Egito                 | RecordTV |
| 2022 | Quero É Viver     | Gabriel Menezes de Sousa       | Elenco principal                    | TVI      |
| 2022 | Somos Portugal    | Ele mesmo                      | Repórter convidado                  | TVI      |

### Cinema
| Ano  | Título                                    | Personagem  |
| ---- | ----------------------------------------- | ----------- |
| 2009 | Flordelis - Basta uma Palavra para Mudar  | Misael      |
| 2012 | O Diário de Tati                          | Zeca        |
| 2015 | Sorria, Você Esta Sendo Filmado - O Filme | 2º Policial |
| 2019 | Carlinhos e Carlão                        | Marcos      |

## Prêmios e indicações
| Ano  | Premiação                    | Categoria             | Trabalho        | Resultado |
| ---- | ---------------------------- | --------------------- | --------------- | --------- |
| 2006 | Melhores do Ano              | Melhor Ator Revelação | Páginas da Vida | Venceu    |
| 2020 | Melhores do Ano Minha Novela | Melhor Vilão          | Amor sem Igual  | Indicado  |